# Sulfierkolben

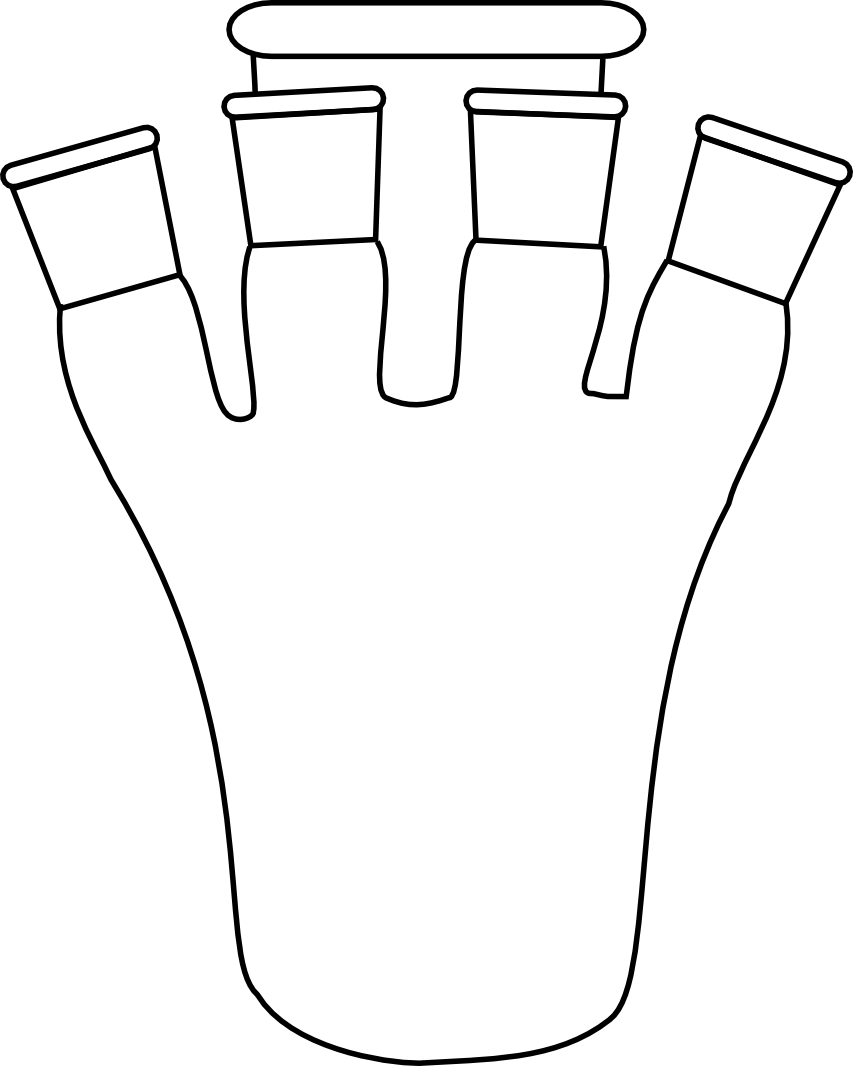
Sulfierkolben mit fünf Hälsen

Sulfierkolben, auch Sulfurierkolben genannt, sind Normschliff-Mehrhalskolben mit länglicher Form und leicht rundem Boden. Sie werden häufig in der organischen Synthese verwendet. Sie werden zusammen mit einem KPG-Rührer verwendet, der über eine Rührhülse in der Mitte des Kolbens eingesetzt wird. Über diesen Rührer kann eine gute Durchmischung von Reaktionspartnern gewährleistet werden, die nicht mischbar sind.